# Печка (приток Ирсы)
Печка — река в России, протекает в Лукояновском районе Нижегородской области. Устье реки находится в 5,6 км по левому берегу реки Ирса. Длина реки составляет 15 км, площадь водосборного бассейна 86,4 км².
Исток реки в 13 км к юго-западу от села Печи в лесах близ границы с Мордовией. Река течёт на северо-восток по лесному массиву, протекает посёлки Средний и Полевой. Впадает в Ирсу на южной окраине села Печи. Река является сезонной рекой и в межень пересыхает.

## Данные водного реестра
По данным государственного водного реестра России относится к Верхневолжскому бассейновому округу, водохозяйственный участок реки — Алатырь от истока и до устья, речной подбассейн реки — Сура. Речной бассейн реки — (Верхняя) Волга до Куйбышевского водохранилища (без бассейна Оки).
По данным геоинформационной системы водохозяйственного районирования территории РФ, подготовленной Федеральным агентством водных ресурсов:
- Код водного объекта в государственном водном реестре — 08010500212110000037898
- Код по гидрологической изученности (ГИ) — 110003789
- Код бассейна — 08.01.05.002
- Номер тома по ГИ — 10
- Выпуск по ГИ — 0